# 主观唯心主义
主观唯心主义（英語：Subjective idealism）是唯心主义哲学的基本形式之一，與客观唯心主义對稱。
主观唯心主义把個人的主观精神如感觉、经验、心灵、意识、观念和意志等，看作是世界上一切事物产生和存在的根源与基础，而世界上的一切事物则是由这些主观精神所派生的，是这些主观精神的显现。因此，在主观唯心主义者看来，主观的精神是本原的、第一性的，而客观世界的事物则是派生的、第二性的。主觀唯心主義在中国宋明时期的“心即理”、“心外无理”、“心外无物”、“吾心便是宇宙、宇宙便是吾心”等所謂的心學裡也有所表現。

## 代表人物

### 中國
- 孟轲（约前372年－前289年）
- 莊子（約前369年－前286年）（目前也有專家提出莊子學說並非主觀唯心主義）
- 陸九淵（1139年－1193年）
- 王守仁（1472年－1528年）

### 英國
- 贝克莱（1684年－1753年）

### 德國
- 费希特（1762年－1814年）

## 另見
- 主觀主義
- 唯心主義
- 客觀唯心主義